# Buer (démon)
Pour les articles homonymes, voir Buer.

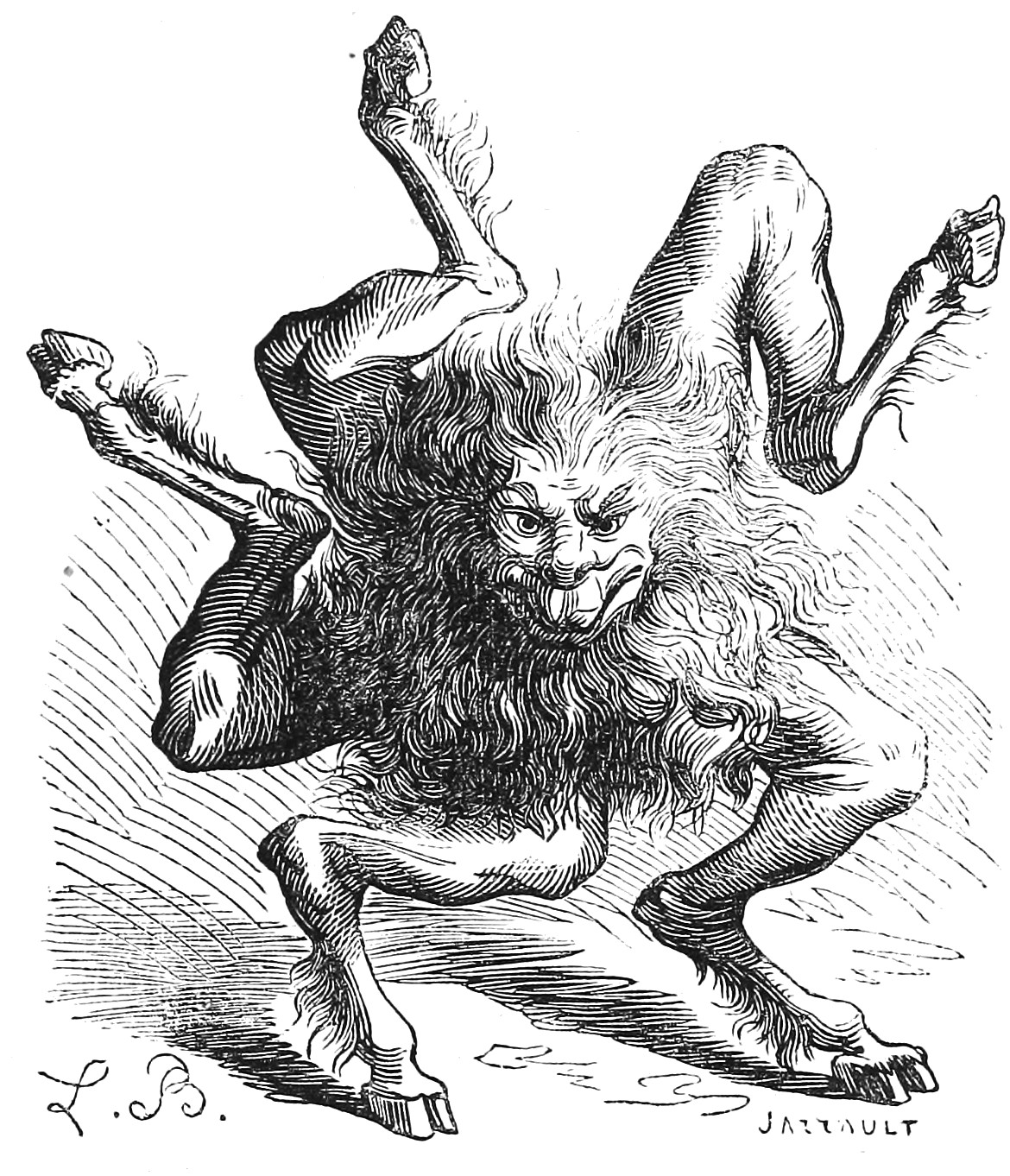
Buer, le 10e esprit. Illustration par Louis Le Breton pour le Dictionnaire Infernal

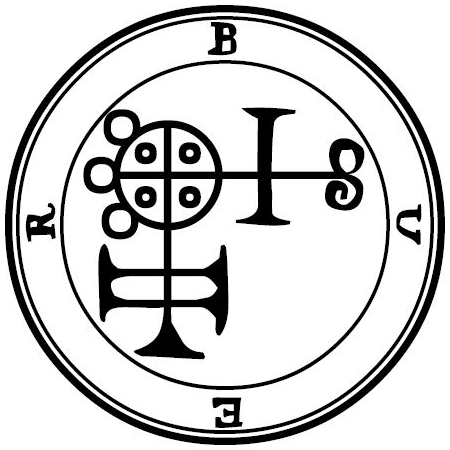
Le sceau de Buer selon Mathers.

Buer est un esprit qui apparaît au XVe siècle dans le Lemegeton puis au XVIe siècle dans le Pseudomonarchia Daemonum : il est le 7e démon de la liste. Il y est décrit comme le Grand Président de l'Enfer, possédant 50 légions de démons sous son commandement. Dans le Lemegeton, il est le 10e démon,.

## Description
Il apparaît quand le soleil croise le Sagittaire dans l'Écliptique. Il enseigne la philosophie naturelle et morale, la logique, et l'herboristerie. Il est capable de résorber des infirmités, spécialement chez les hommes, et d'accorder des génies familiers.
Buer a été décrit sous la forme d'un Sagittaire. Additionnellement, Louis Le Breton le représenta dans une illustration gravée par Jarrault pour le Dictionnaire infernal comme un démon à tête de lion, nanti de 5 pattes de bouc entourant son corps pour avancer dans toutes les directions. Cette illustration a été maintes fois utilisée à l'époque contemporaine, notamment sur des pochettes d'album musicaux.